# Chapelle de Condat
La chapelle de Condat est une église catholique  située sur le territoire de la commune de Libourne, dans le département de la Gironde, en France.

## Localisation
La chapelle se trouve au lieu-dit Condat, au sud-est et à un kilomètre et demi de Libourne. Elle est située sur la rive droite de la Dordogne, à l'entrée d'une presqu'île formée par une courbe que la rivière décrit à cet endroit.

## Historique

### Origine de Condat
Certains guides confondent le lieu-dit de Condat avec le site du bourg primitif qui deviendra la ville de Libourne. La source de cette confusion vient d'une épître du poète Ausone au IVe siècle, adressée à Théon : 

« Hâtez-vous de venir par eau, faites déployer vos voiles, le vent du Médoc vous portera chez moi ; et de peur de fatiguer un corps aussi pesant que le vôtre, couchez-vous sur un lit que vous ferez mettre dans le couvert du bateau. Si vous faites diligence ; si l'on rame lorsque le vent cessera, une marée vous portera de Domnoton au port de Condate ; vous y trouverez une voiture attelée de mulets et bientôt vous arriverez à Lucaniac. »

La petite ville de Condate était bâtie sur la rive gauche de l'Isle, près de son confluent avec la Dordogne et à peu de distance de la Villa-Lucanie. Son port était déjà fréquenté par les marchands qui portaient à Bordeaux les produits variés du Périgord et qui descendaient la Dordogne jusqu'au Bec-d'Ambès. Les proconsuls romains y avaient établi un poste militaire pour protéger les populations voisines contre les invasions des pirates, dont les barques, en suivant le cours de la rivière, cherchaient à pénétrer dans l'intérieur du pays.
Le mot Condate est un toponyme gaulois signifiant « confluent ». Dans la paroisse actuelle qui porte le nom de Condat, qui est au sud de Libourne, on ne trouve aucune trace d'un port ou confluent.
Le Condat actuel tire son nom d'un château, bâti par Guillaume VIII d'Aquitaine au XIe siècle qui fut appelé Castrum Condate, à cause de son voisinage avec le Condate d'Ausone. 
Afin de ne pas confondre les deux Condat, on désigna, dans les actes publics de l'époque, le plus ancien sous le nom de Condat-lès-Liboùrnes. Ce n'est que quand celui-ci devint définitivement Libourne vers 1270, que le château seul s'appela Condat et, après sa disparition, le nom demeura uniquement au village qui s'était formé peu à peu autour de ses murailles.
La seigneurie de Condat était une des plus importantes de la Guyenne, puisqu'elle comprenait, non seulement la presqu'île, mais encore tout le territoire qui s'étendait jusqu'à la Barbanne, petit ruisseau qui prend sa source à Parsac, et va se jeter dans l'Isle, à une lieue et demie environ de son embouchure, après avoir arrosé successivement les communes de Montagne, Néac, Lalande et les Billaux. 
Les chroniques de l'époque rapportent qu'Henry III y était en 1243 ; Édouard I y vint plusieurs fois ; le sénéchal de Guyenne y tint plusieurs fois ses assises, ainsi qu'on peut le voir aux coutumes du ressort du Parlement de Guyenne. Le prince Noir, fils d’Édouard III, roi d'Angleterre, data plusieurs de ses lettres de ce château. 
En 1367 le prince Noir et la princesse de Galles, son épouse, y reçurent les rois Pierre Ier de Castille et Charles II de Navarre pour fêter leur victoire lors de la bataille de Nájera avec leur illustre prisonnier Bertrand Du Guesclin. Le récit de la rançon de 60 000 livres pour libérer Du Guesclin est rocambolesque : l'épouse du Prince Noir, qui admire Du Guesclin, verse 10 000 livres à son mari sur sa cassette personnelle et le solde est payé par Charles V. 
Cependant, Du Guesclin en conserva rancune ; aussi, ayant porté ses armes victorieuses dans les environs de Libourne, en 1374, il ruina en partie le château, témoin de sa captivité. Richard II le fit réparer en 1394. Mais, après la bataille de Castillon en 1453, les soldats de Charles VII se portèrent sur Condat, et, cette fois, la forteresse féodale disparut pour toujours.
Dans les dépendances du château se trouvait une petite chapelle dédiée à la Sainte Vierge. Elle ne lui était pas contiguë, car les édifices militaires, bâtis sur un monticule, entourés de fossés, ne supportaient guère sur leurs flancs une construction étrangère à leur destination. La chapelle était donc à une certaine distance en dehors des grandes murailles du château et servait à la fois aux châtelains, aux tenanciers, aux serfs et aux manants des environs.

### Historique de la chapelle
Les parties les plus anciennes de la chapelle semblent être construites  au XIe siècle. Elle fut restaurée et agrandie dans la seconde moitié du XVe siècle, probablement par Charles de Berry, frère de Louis XI, gouverneur de Guyenne. Le style est caractéristique de la transition entre le gothique et la Renaissance.
Jusqu’à la Révolution, la chapelle était un haut lieu de dévotion mariale, semblable à Notre-Dame de Verdelais, à cause de la petite statue en bois de chêne qui se trouve dans une niche au-dessus du maître autel et qui est décrite en détail ci-dessous.
Après 1789, la chapelle fut vendue comme bien national et achetée par les frères Piffon, qui la convertirent en cellier, après l'avoir entourée, à l'est, de grands bâtiments, qui englobaient son abside. On voyait jadis dans la chapelle un splendide autel du XVIe siècle surmonté d'un retable en bois sculpté et doré, décrit par Piganeau. Le tout fut vendu en 1820 par les Piffon à Guiraudeau, curé de Saint-Étienne-de-Lisse, pour la somme de 150 francs. 

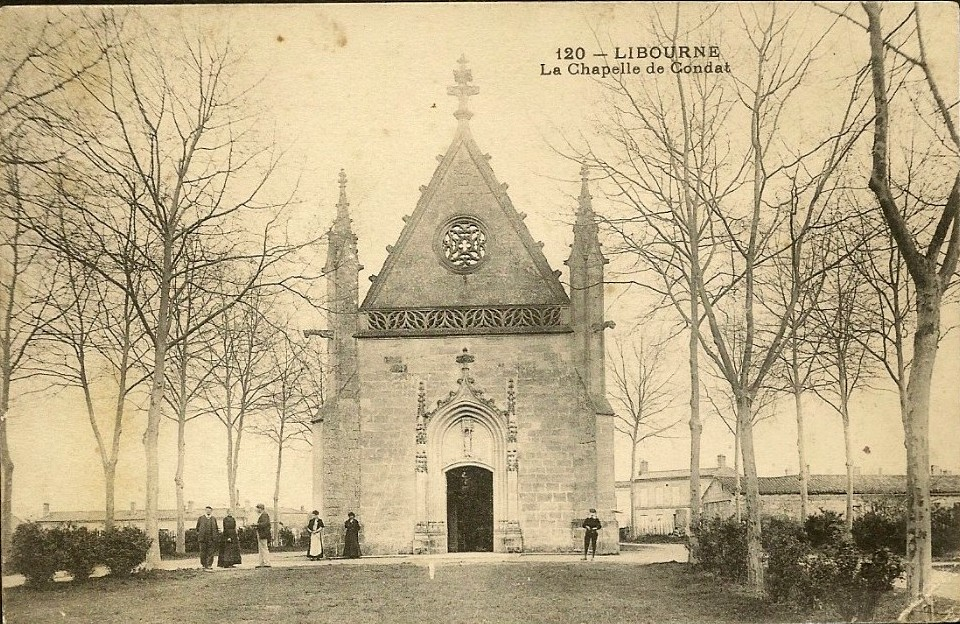
Façade principale, vers 1905.

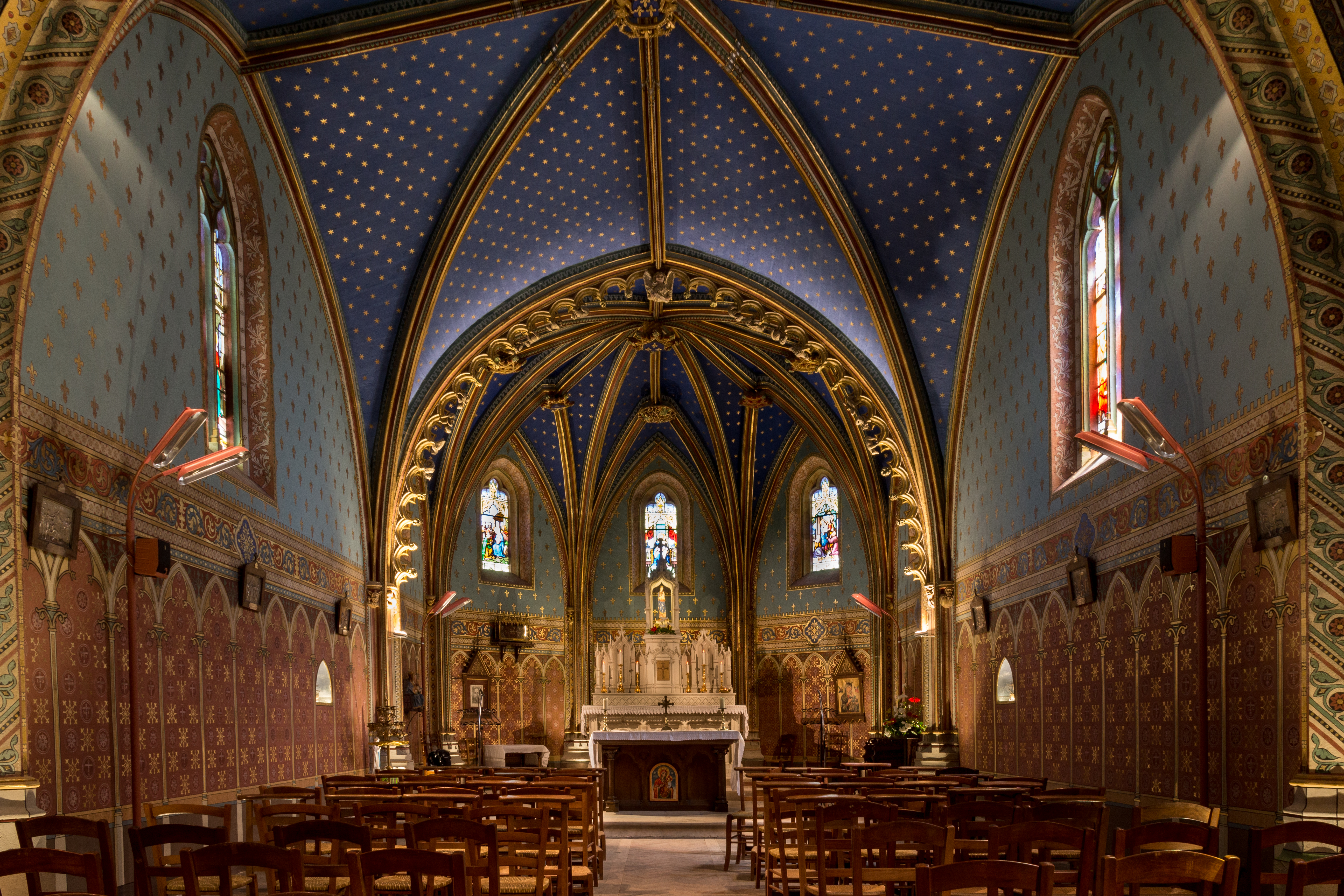
La nef.

Albert Piola et son épouse en firent l'acquisition le 8 octobre 1865 et l'offrirent immédiatement à abbé Chabannes, successeur de Charriez. Leur désir était de voir le culte de la madone miraculeuse repris dans le sanctuaire où elle avait manifesté, pendant de si longs siècles, sa puissance et sa miséricorde et de l'obliger ainsi à devenir plus que jamais la grande protectrice de Libourne et du Libournais. Le cardinal Donnet, archevêque de Bordeaux, procéda à la réouverture de la chapelle le 27 du même mois. 
Aussitôt après cette prise de possession provisoire, on se mit à l’œuvre pour les travaux d'une complète restauration. Trois ans plus tard, quand les travaux de restauration furent achevés, on fit l'inauguration solennelle de la chapelle le 8 décembre 1868. 
Deux inscriptions sur marbre et placées dans le sanctuaire rappellent des faits : 
- à gauche, nous lisons ce qui suit : « Notre-Dame de Condat, priez pour les bienfaiteurs de votre sanctuaire. Cette église a été restaurée par les familles Piola, Brisson, Fontemoing et les pieux Libournais. La statue miraculeuse sauvée par les époux Michelleau a été rendue par eux et par leurs enfants à la piété des fidèles.»

- à droite : « Ce sanctuaire illustré par 8 siècles de dévotion, fermé pendant 74 ans, racheté et offert à Son Éminence le Cardinal Donnet, archevêque de Bordeaux, par M. Albert Piola, Chevalier de Saint-Grégoire le Grand, a été rendu au culte à la grande joie des fidèles, le 8 décembre 1868. »

En 1927 Eugène Gaucher-Piola fait don de la chapelle à l’Évêché de Bordeaux.
La chapelle a été inscrite au titre des monuments historiques par arrêté du 24 décembre 1925.

## L'extérieur
À l'extérieur, deux contreforts aux angles de la façade occidentale, surmontés de pinacles agrémentés de chimères, datent probablement du XIXe siècle, de même que le pignon orné d'une rosace et la sacristie flanquée contre l'abside. 
Le portail est surmonté d’une Vierge à l’Enfant.
La cloche, qui date du XVe siècle et qui se trouve dans le campanile, provient de la chapelle de l'hôpital de Libourne et est inscrite aux Monuments Historiques à titre d'objet, le 5 novembre 1912.
La Chapelle de Condat était jadis au centre même d'un cimetière ; on y découvrit, il y a quelques années, d'assez nombreux ossements et présentement encore, sur le mur du côté Nord, on peut lire, gravés à la pointe du couteau, des inscriptions et les noms de personnes décédées.
Non loin de la chapelle, dans le jardin de l'ancien presbytère (aujourd'hui propriété privée) se trouve une fontaine dite Fontaine de la Vierge. L'eau de cette fontaine possède, parait-il, des propriétés curatives pour les maladies des yeux. Cette fontaine est totalement privée et ne se visite pas.
| - Façade occidentale avec portail de style gothique. - Abside et sacristie. - Campanile. - L'ancien presbytère. - Fontaine dite miraculeuse. |

## L'intérieur de la chapelle

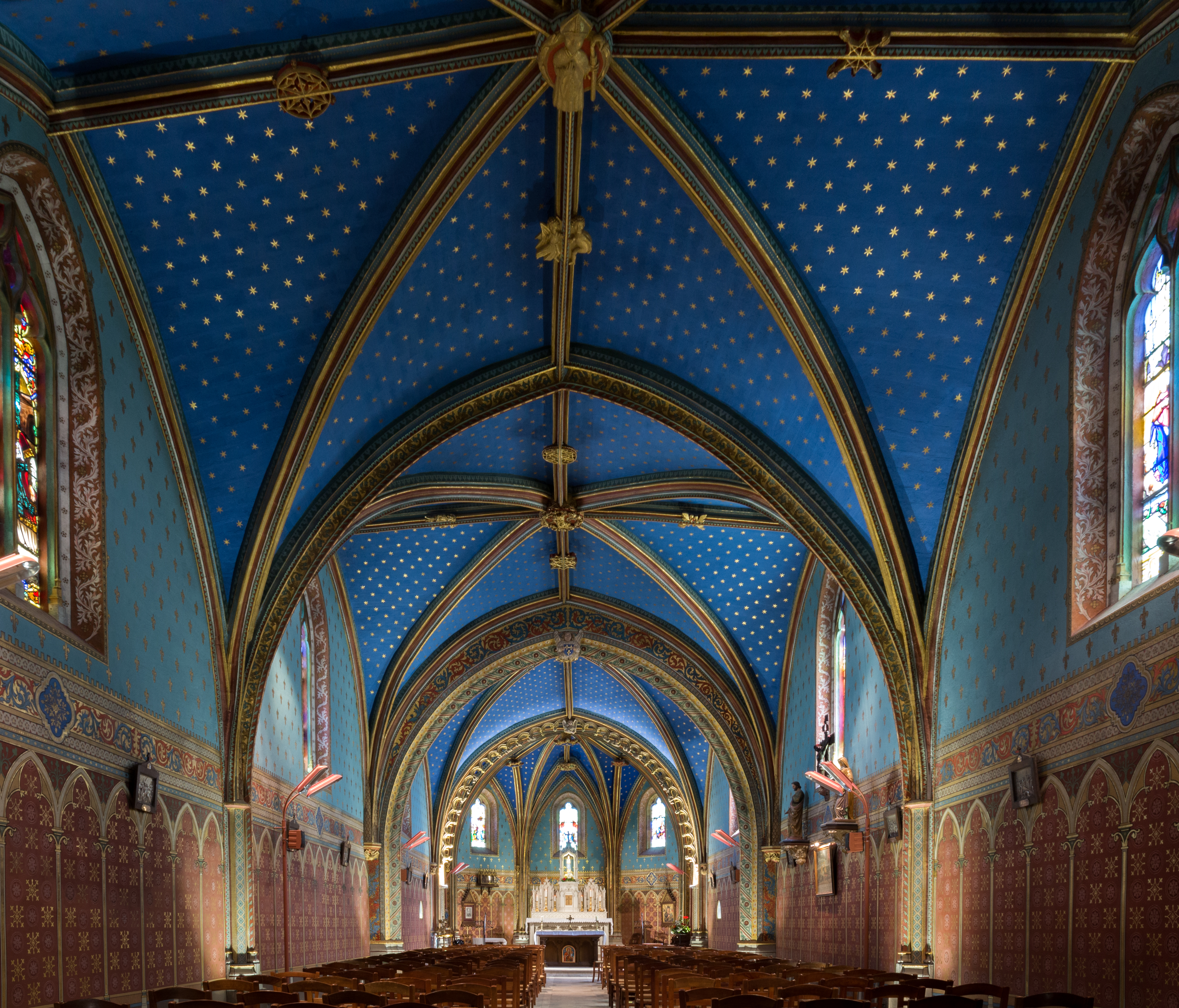

Cette chapelle parait avoir été construite au XIe siècle, du moins dans la partie la plus ancienne, celle qui va de la porte d'entrée vers le sanctuaire : contreforts peu saillants et sur la nef sud les traces de quelques fenêtres en plein-cintre qui ont été bouchées. Tout indique à l'origine une construction romane. 
L'édifice est formé d'un chœur et d'une nef de 31,75 m de long sur 7,30 m de large, divisée en quatre travées qui deviennent légèrement de plus en plus longues (la première 5,15 m ; la deuxième 6,35 m ; la troisième 6,50 m et la quatrième 7,05 m. ) au fur et à mesure qu'elles se rapprochent du sanctuaire, paraissant, par un effet d'optique, avoir toutes la même dimension depuis l'entrée. 
À l'angle nord-ouest est logé un escalier à vis. 
Les fleurs de lys du dallage du chœur remonteraient au XVe siècle. (Ce sont les mêmes qui ont été retrouvées peintes en rouge sur la voûte de l'abside).

### Les sculptures
La voûte de la chapelle est divisée en cinq travées. Des arcs d'ogive en plein-cintre brisé délimitent ces travées. Le chœur et la partie de la nef à l'entrée (travée IV) ont des voûtes à croisée d'ogive qui sont complétées de liernes et tiercerons. Dans le chœur il y a six segments et cinq dans la travée IV. 
Au point de jonction des nervures dans chaque travée on voit des écussons et des fleurons d'une grande richesse, ainsi que des représentations d'anges et d'humains.
On trouve d'autres sculptures dans la chapelle, notamment les culs-de-lampe et autour les retombants de l'arc triomphal. Les sujets sont des classiques de la fin de l'époque romane et de l'art gothique : animaux fantastiques, symboles des péchés capitaux, etc.
- Chœur : La clef de voûte est un écu aux armes de France, avec fleurs de lis dorées sur fond d'azur. Un fleuron en forme d'écusson à droite montre un bâton en barre accompagné d'un croissant en chef et d'une étoile en pointe. Chacun des quatre autres fleurons a un thème végétal.

| - Voûte du sanctuaire - Clef de voûte - A |

| - B - C - D - E |

- Arc triomphal : La retombée de chaque lobe est ornée de festons chargés d'animaux fantastiques ; ceux de droite symbolisant les vertus, ceux de gauche symbolisant les vices. Au sommet de l'arc, un ange tient un étendard.

| - Ange avec étendard |

- Travée I : La clé de voûte forme un écusson à trois fleurs de lis surmonté d'une couronne ducale et soutenu par deux animaux fantastiques. Un troisième écusson aux armes de France est soutenu par un ange au sommet de l'arc de séparation de la travée. Cette prolifération des écussons aux armes de France est à l'origine du nom : Chapelle Royale de Condats.

|  |

- Travée II : La clef de voûte montre la Vierge assise tenant l'enfant Jésus sur ses genoux. Cette vierge est semblable à celle qui est sur un socle à gauche du sanctuaire. Tout autour deux banderoles paraissant contenir ou avoir contenu des inscriptions. Un des quatre fleurons de la voûte est une représentation d'un couple. L'homme porte un livre.

| - Clef de voûte - Homme et femme (au Nord) - Fleuron Sud - Fleuron Est - Fleuron Ouest |

- Travée III : La clé de voûte est un évêque ou archevêque, portant crosse et mitre. Peut-être l'archevêque de Bordeaux, sous lequel la chapelle a été reconstruite au XIVe siècle ? Il y a quatre fleurons, dont deux figurés : à l'est un ange et un homme nu et à l'ouest un ange et une femme habillée.

| - Clef de voûte - Ange et homme, à l'Est - Ange et femme, à l'Ouest - Fleuron sud - Fleuron nord |

- Travée IV : La clef de voûte représente l'Agnus Dei. Deux des cinq fleurons contiennent un charabia de pseudo-inscriptions en écriture cursive. Les signes ne sont pas d'un alphabet quelconque.

|  |

|  |

Sculptures diverses
Parmi les autres sculptures figurées répandues dans l'édifice, on distingue :
- Un buste de fou, à oreilles d'âne.
- Un chien.
- Un chat.
- Une chauve-souris.
- Le Serpent et l'arbre de Vie.
- Adam et Eve, prenant du fruit défendu à l'arbre autour duquel le serpent est enlacé.
- Une limace.
- L'avare avec sa bourse.

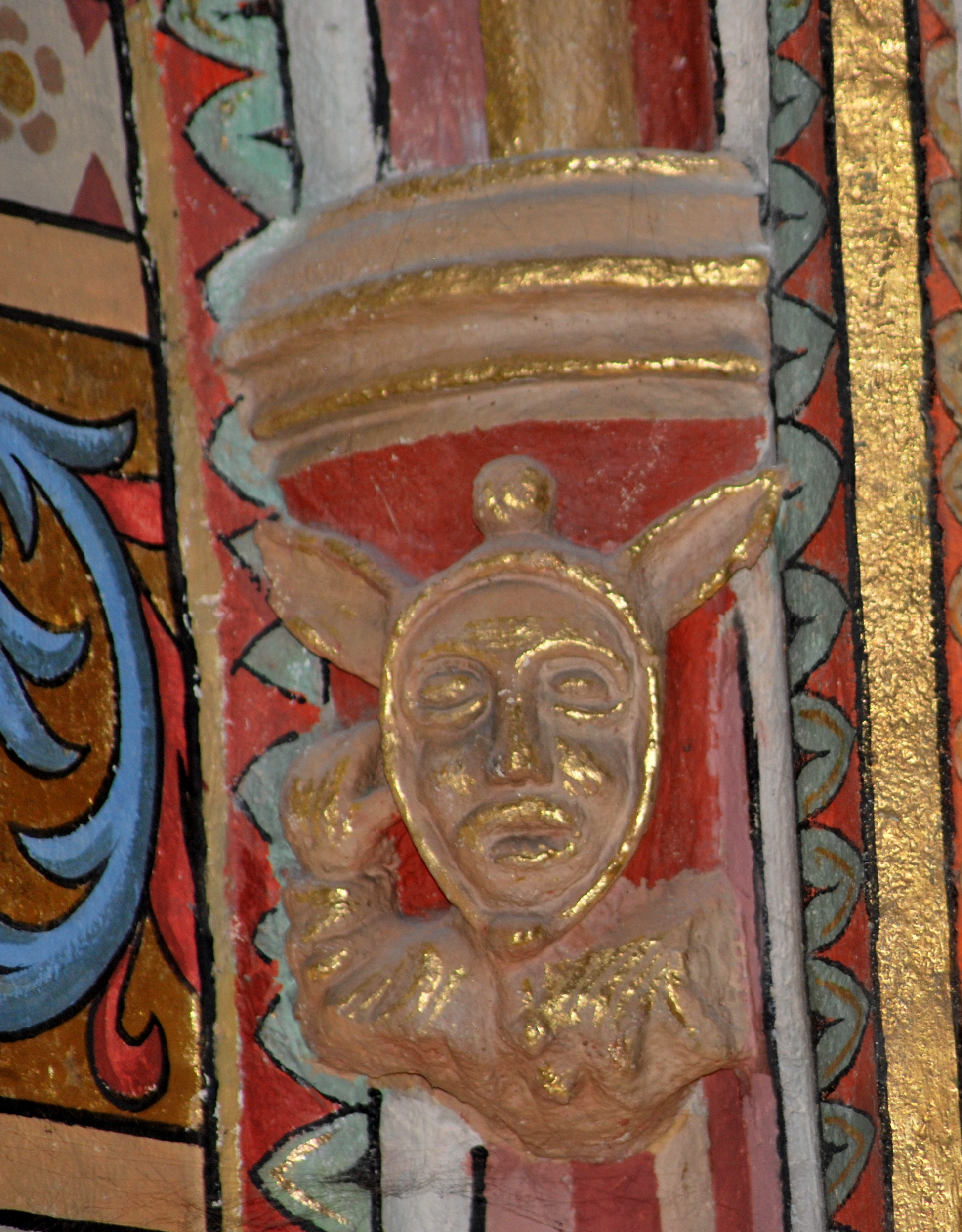
Le fou
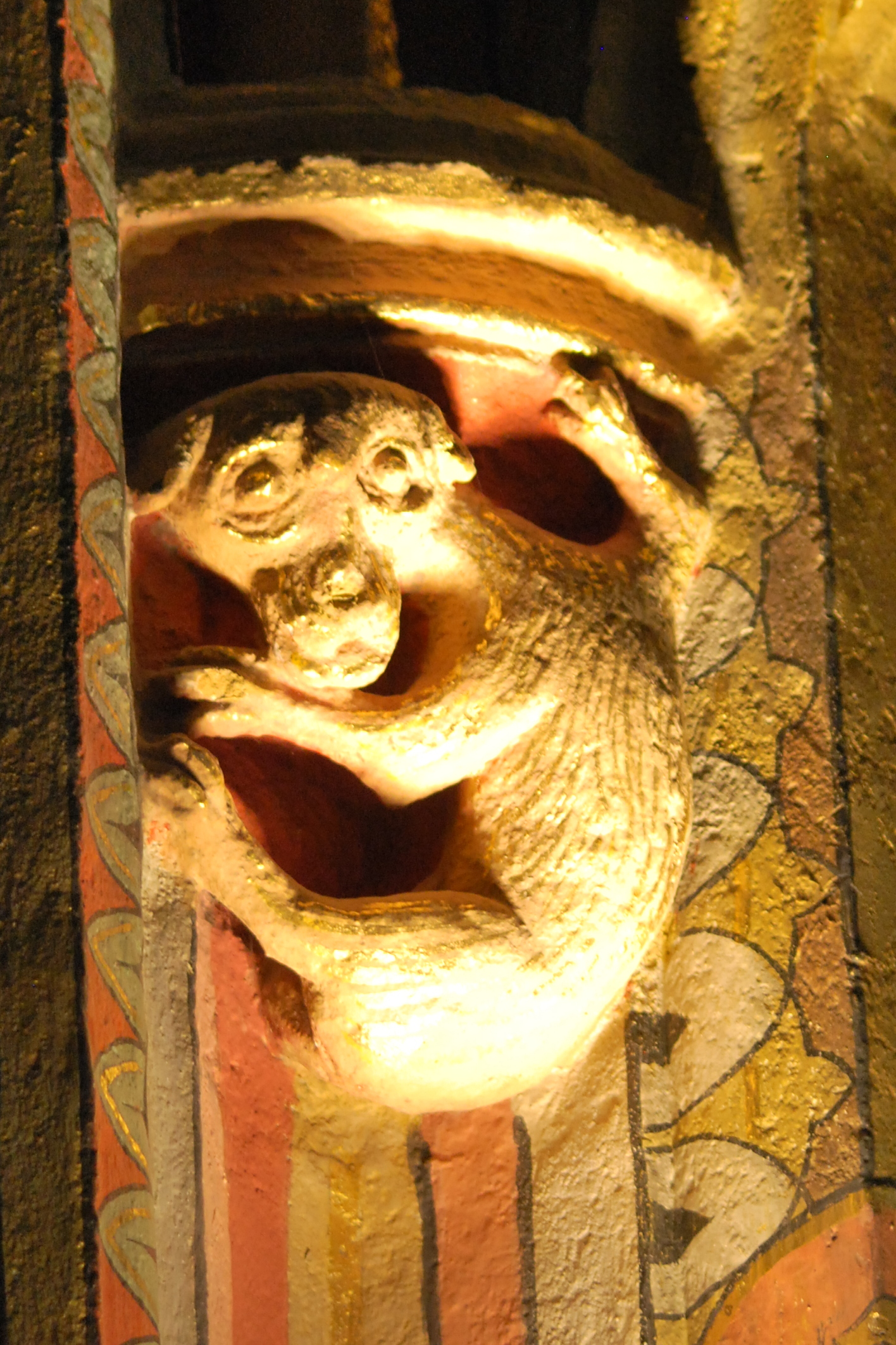
Chien ?
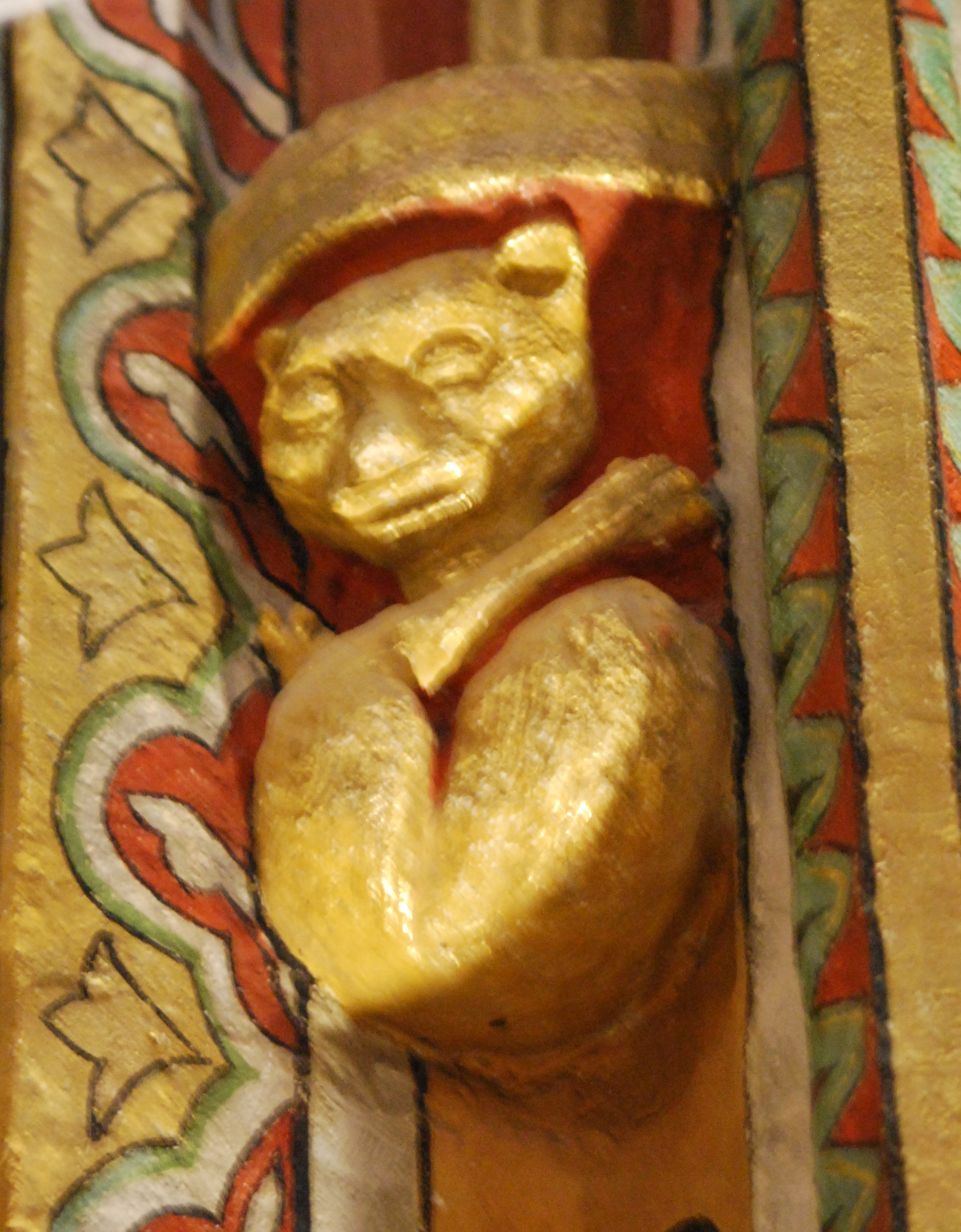
Chat
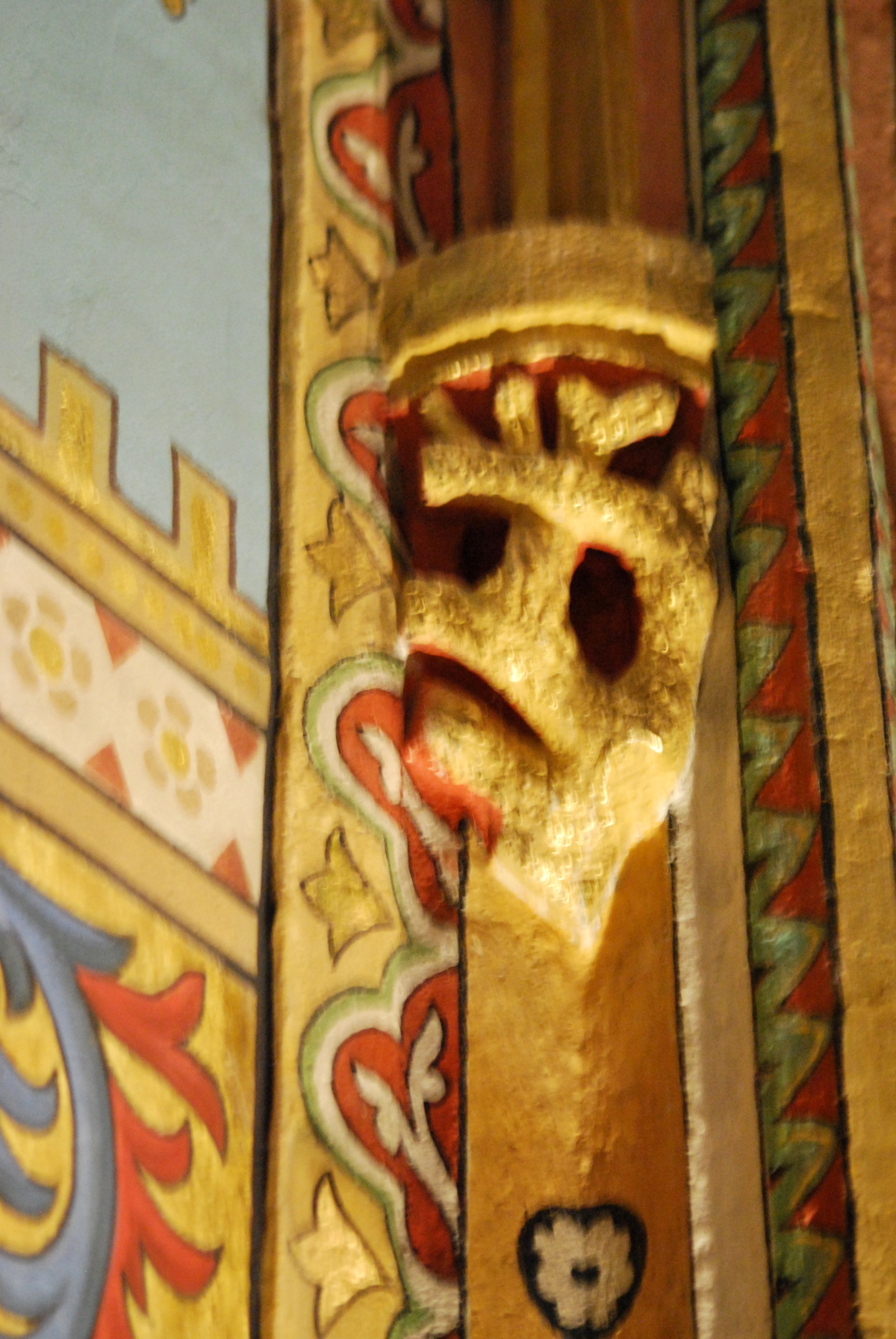
Branches mortes
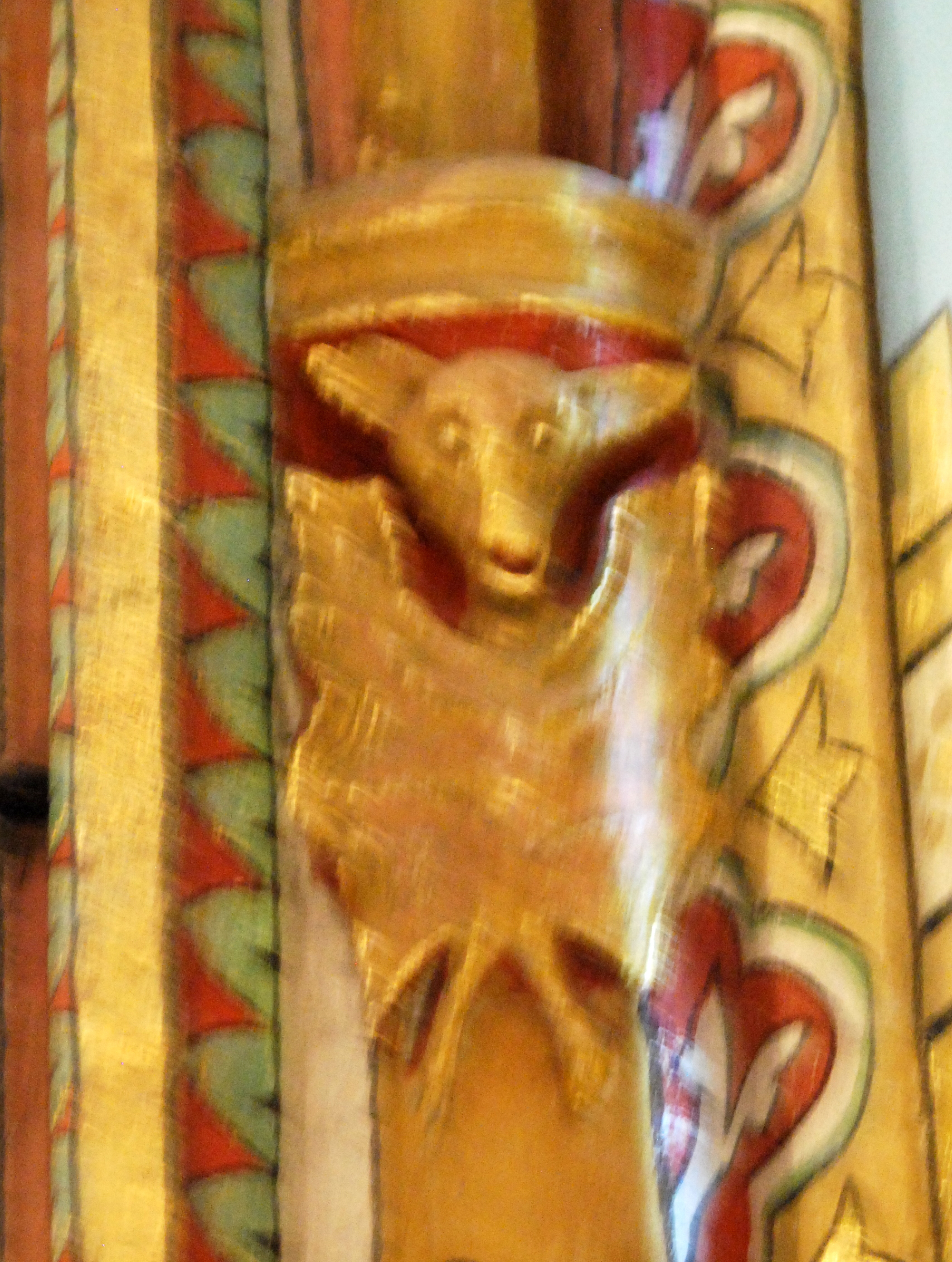
Chauve-souris

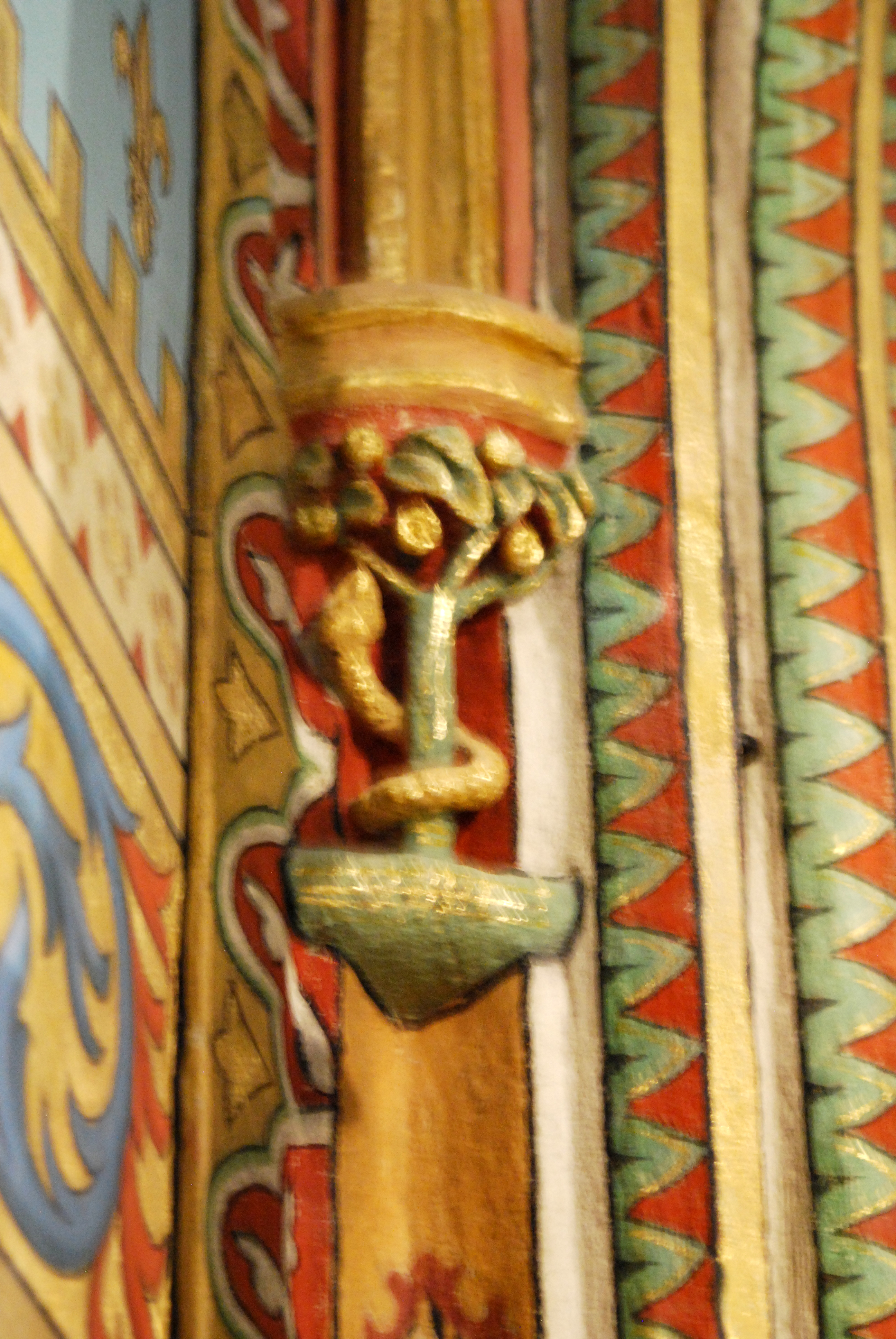
Le Serpent et l'arbre de Vie
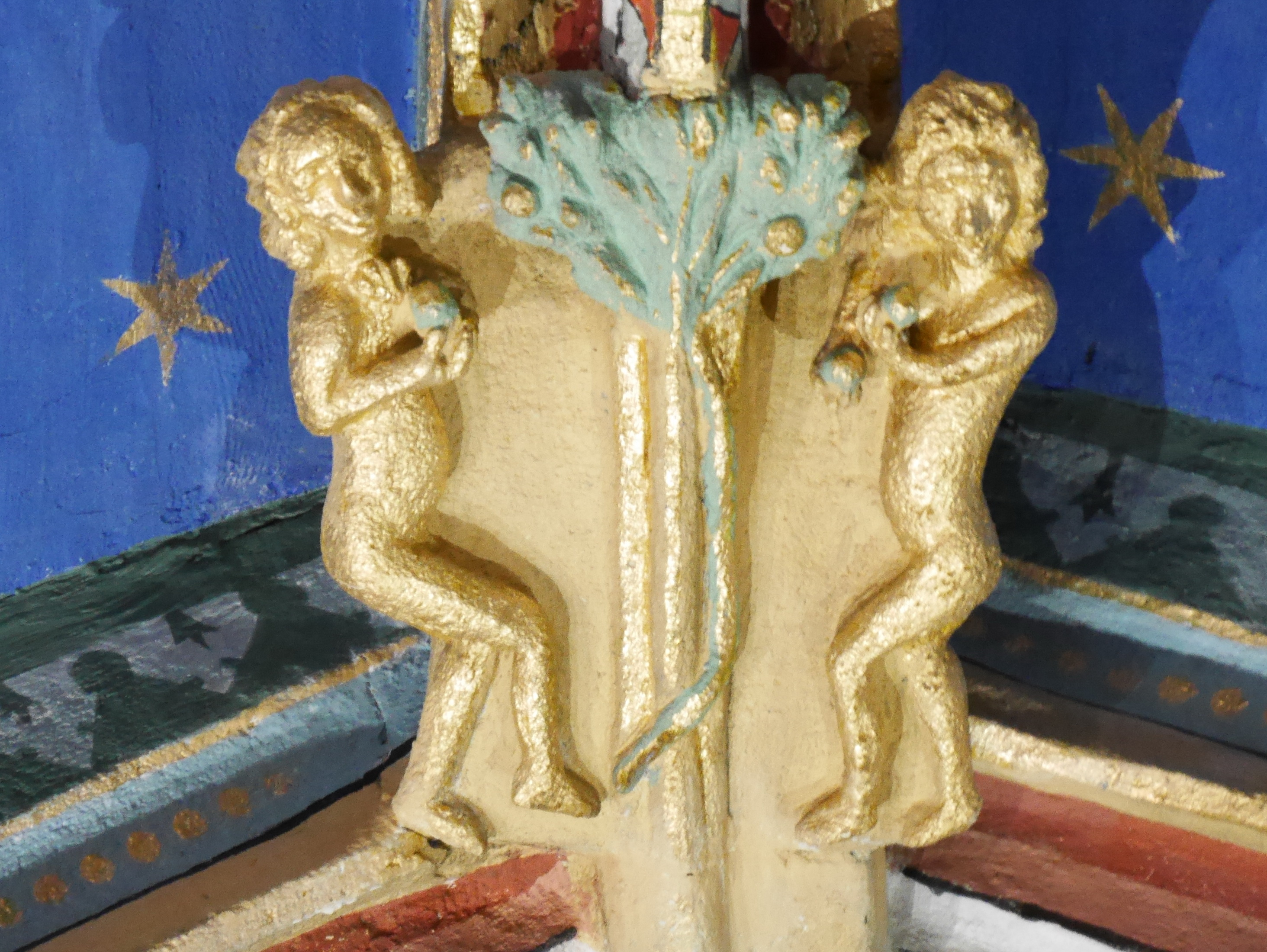
Adam et Eve
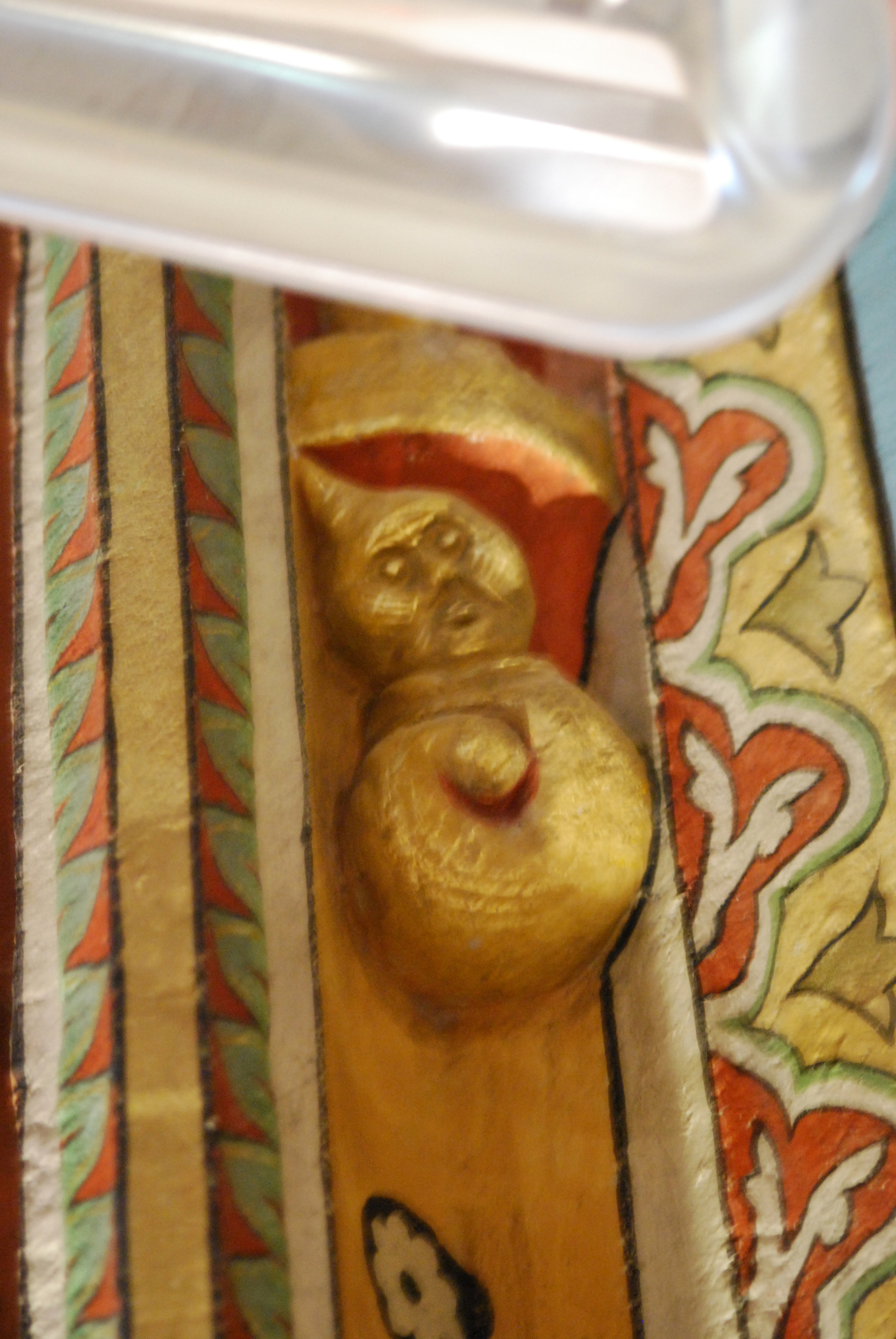
Limace ?
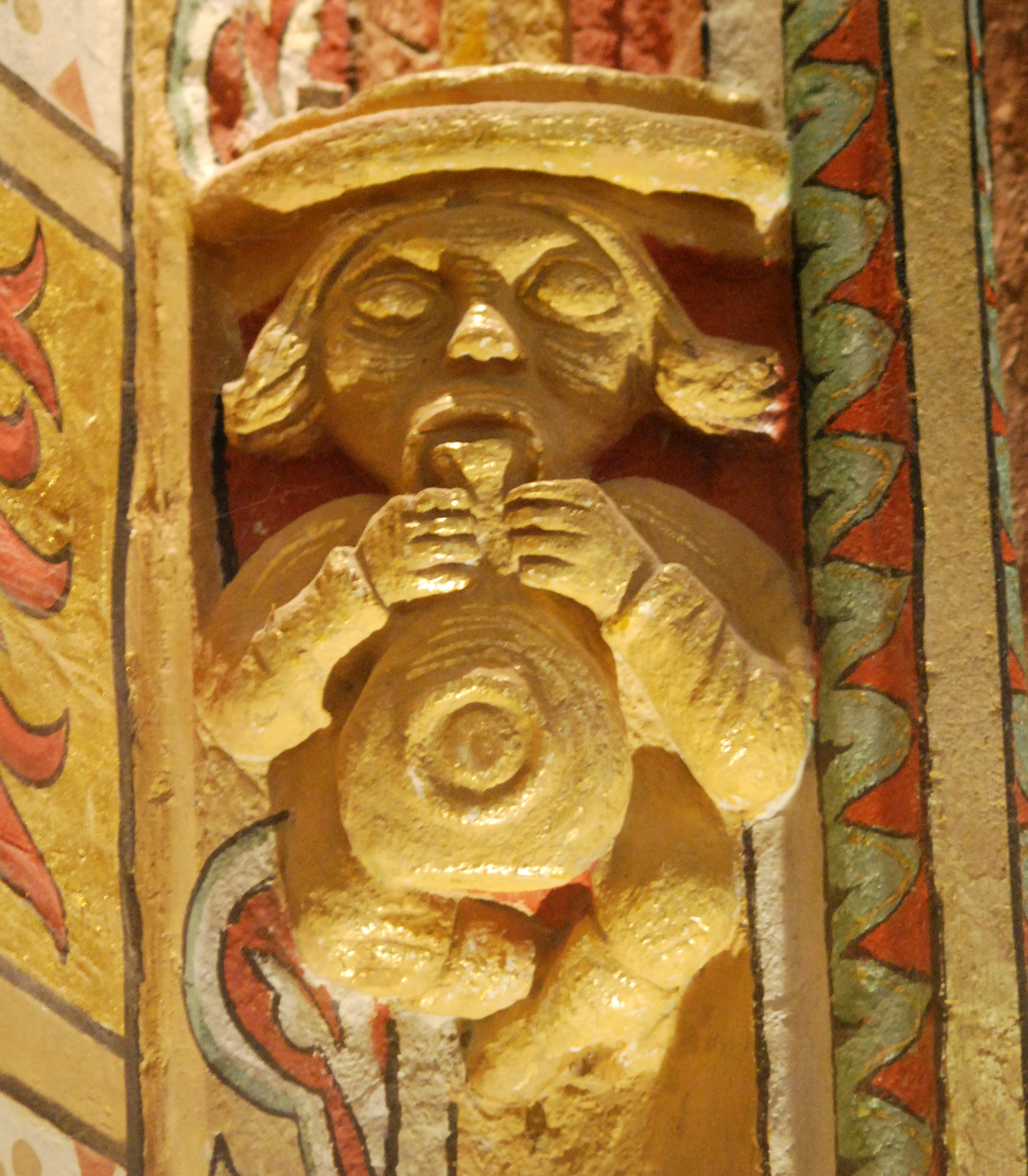
Avare avec sa bourse
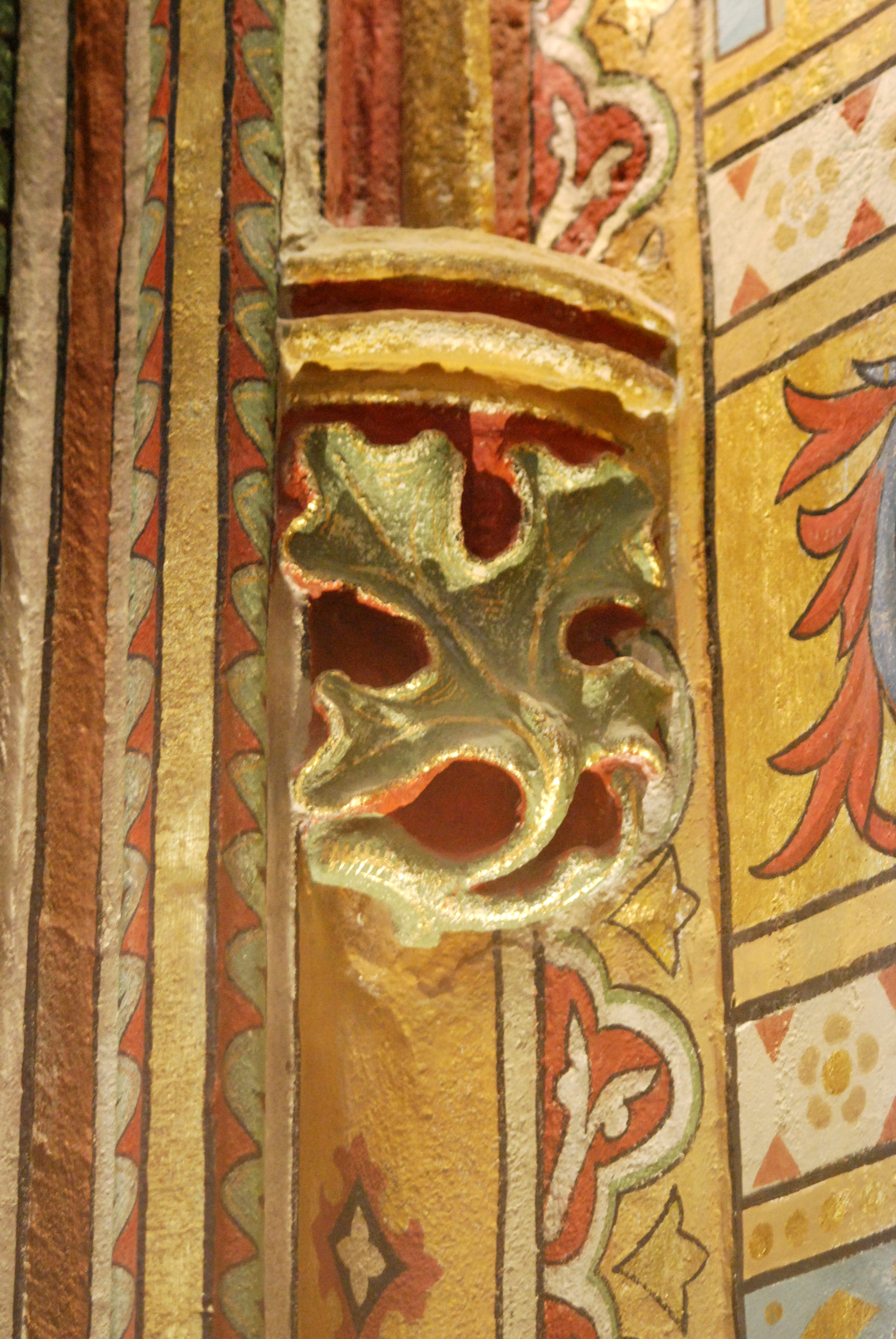
Feuille de chêne

### Les deux statues de la Vierge à l'Enfant
Jusqu'à la Révolution, la chapelle de Condat fut en grande vénération, à cause de la petite statue en bois de chêne qui se trouve actuellement dans une niche au-dessus du maître autel.
La Vierge à l'Enfant, en bois

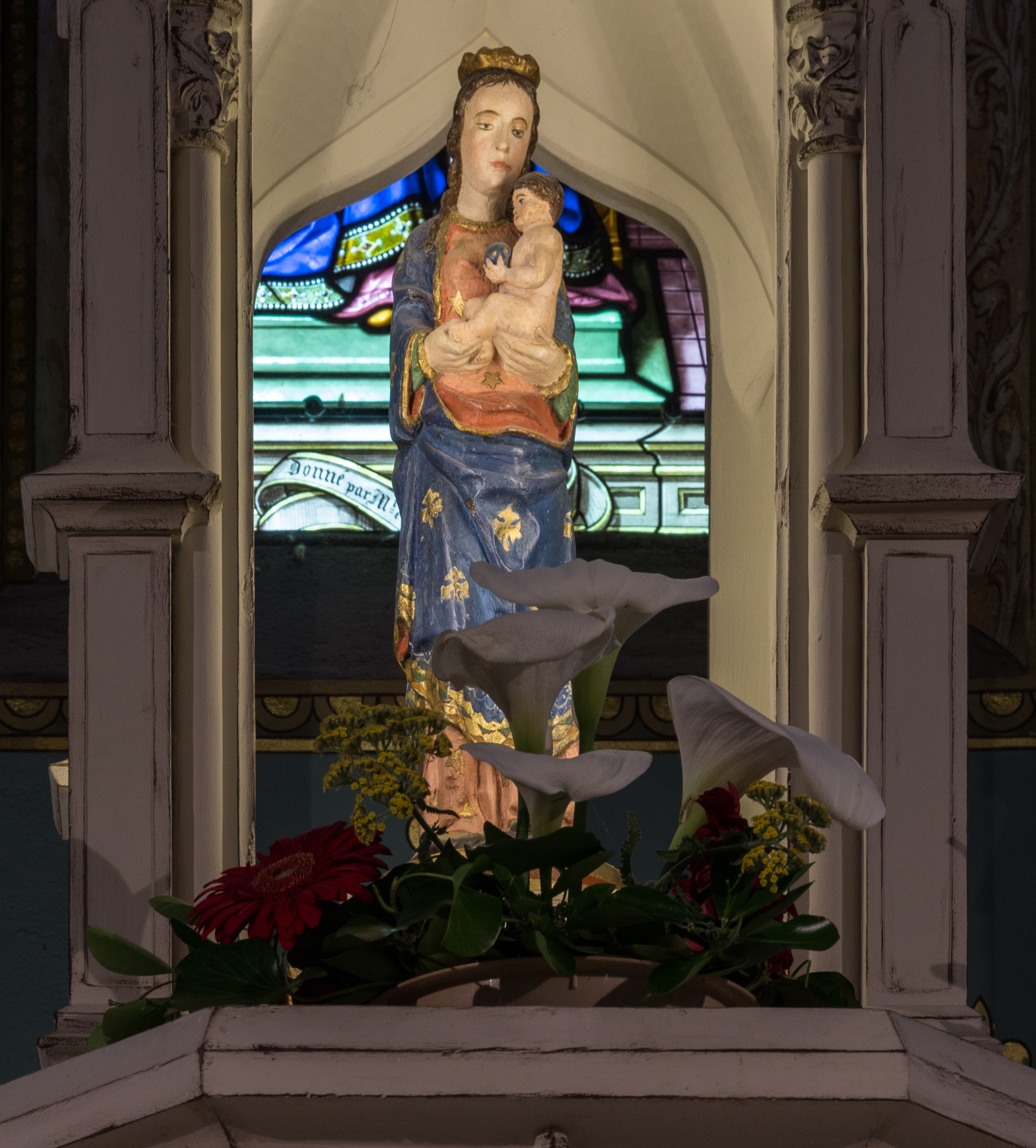
Vierge à l'Enfant, en bois

La Vierge fait l'objet d'une grande vénération, surtout des marins dont elle était la protectrice et qui ne manquaient jamais de lui apporter des ex-voto en remerciement.  Entre les XIVe et XVe siècles, pendant la guerre de Cent Ans, les navires anglais qui s'aventuraient sur la Dordogne s'arrêtaient à Condat pour demander à la Vierge de bénir leur voyage.
La statue mesure 0,50 m de hauteur. La Sainte Vierge est représentée debout tenant l'Enfant Jésus sur le bras gauche ; celui-ci, portant le globe du monde, repose ses pieds croisés dans la main droite de sa Mère. La Madone est peinte, robe rouge, manteau bleu semé de croix d'or. Ses cheveux noirs retombent tressés sur ses épaules et sur sa poitrine.
L'origine de la statue est inconnue. Elle était présente dans la chapelle jusqu'à l'époque des guerres de religion. Puis, pour éviter un vol ou une profanation elle a dû être cachée. La statue fut retrouvée, dit une légende, dans les sillons d'un champ sur la paroisse de Saint-Émilion et reconnue pour être la madone de Condat ; elle fut transportée  en procession et installée dans son sanctuaire. Condat devint encore le rendez-vous de pèlerinages plus nombreux que jamais.
Après la Révolution de 1789 la statue fut sauvée par un homme du nom de Saboureau, qui la fit emporter, cachée dans le tablier d'une petite fille, Anne Saint-Gaudin, épouse plus tard de François Marchand. Dans la suite elle passa entre les mains d'un tonnelier, Jean Michelot, et échut finalement à M. Jules-Pierre Beylot, qui la plaça dans sa chapelle particulière. Celui-ci en fit don à M. Charriez, curé de Libourne. 
Désireux de rétablir au plus tôt l'ancienne dévotion à Notre-Dame de Condat et ne pouvant acquérir la vieille chapelle, ce pasteur en bâtit une nouvelle sur un terrain concédé par la commune, près de la croix, et y déposa la statue pour l'intronisation, le 10 mai 1844. 
La Vierge à l'Enfant, en pierre

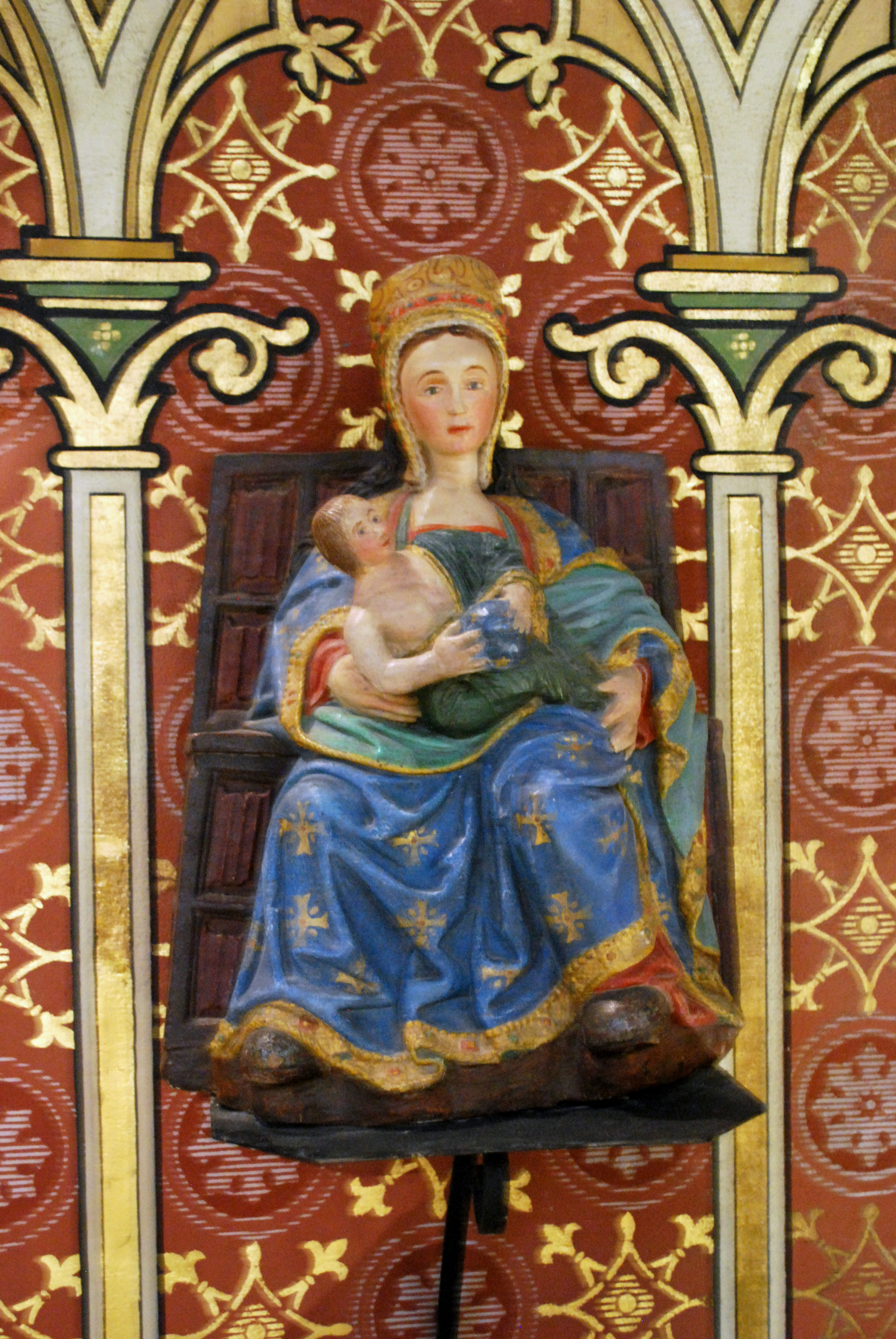
Vierge à l'Enfant, en pierre

A gauche du sanctuaire il y a une statue en pierre, qui mesure 0,55 m de hauteur, aussi en forme de Vierge à l'Enfant. Elle date du XVIe siècle et est classée par les Monuments Historiques à titre d'objet le 20 novembre 1908.
La Vierge est vêtue d'un costume rappelant le commencement du XVIe siècle et coiffée d'un diadème orné de festons et de pierreries simulées ; elle a la chevelure pendante ; de chaque côté de sa coiffure tombent des barbes ou bandeaux. Un manteau bleu à larges rebords est orné de croix rayonnantes. Elle tient sur ses genoux l'Enfant Jésus qui porte dans ses mains la boule du monde, ce dernier est à moitié enveloppé d'un manteau vert. La chaise ou trône sur lequel est assise la Vierge est orné de moulures et peint couleur marron.
L'origine de la statue est inconnue, mais son histoire à partir de Révolution a été détaillée par l'Abbé Latour. C'est M. Saint-Jean qui, pour la soustraire à toute profanation, l'emporta secrètement et la cacha dans un double mur de sa maison, sise rue Thiers (ancienne rue St-Emilion), en face du Tribunal civil (autrefois l'Hôtel de la Monnaie).
Le temps passe ; la famille Saint-Jean tint à garder cette statue pour laquelle elle avait une particulière dévotion. Plus tard, et afin de répondre à la vénération dont elle était de plus en plus l'objet de la part d'une foule de fidèles, on dut la placer sur un petit trône, au fond du palier d'un escalier toujours ouvert, et on venait un peu de partout porter des bouquets et faire brûler des cierges devant elle. Quand la chapelle de Condat fut rachetée, la madone fut gracieusement remise au pasteur de la paroisse par M. et Mme Lapeyrolerie, qui en étaient devenus, par héritage, les possesseurs.
Durant le séjour de la madone dans les familles Saint-Jean, Micheau et Lapeyrolerie, un échafaudage s'effondra sur elle. C'est ce qui explique le bris d'une de ses mains, d'une partie de sa couronne et d'un bras de l'Enfant Jésus, détails qui ont été habilement réparés par un artiste.

### Ex-voto
On avait dans tout le pays de Guyenne une grande dévotion à Notre Dame de Condat. On voyait appendus à ses murs et à ses voûtes des ex-votos de toutes sortes : bras, béquilles, jambes, tableaux et petits navires. Lors de la peste de 1604, les Libournais firent de très riches offrandes. Beaucoup de ces ex-votos ont malheureusement disparu.
Les marins de Libourne et ceux des différents ports de l'Isle et de la Dordogne, eux aussi eurent toujours une confiance sans borne à Notre-Dame de Condat, comme témoigne un récit de Guinodie.

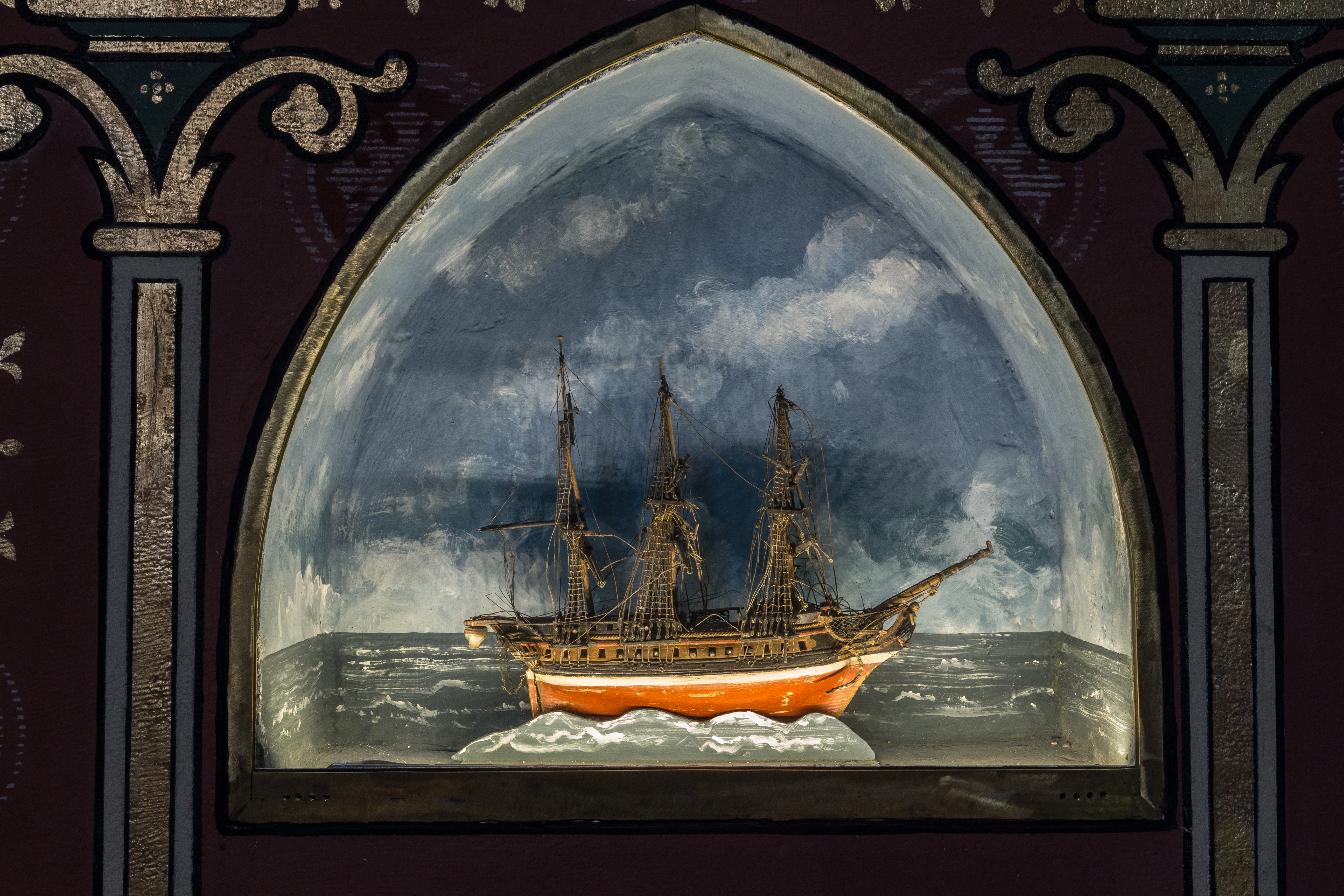
Bateau à deux ponts

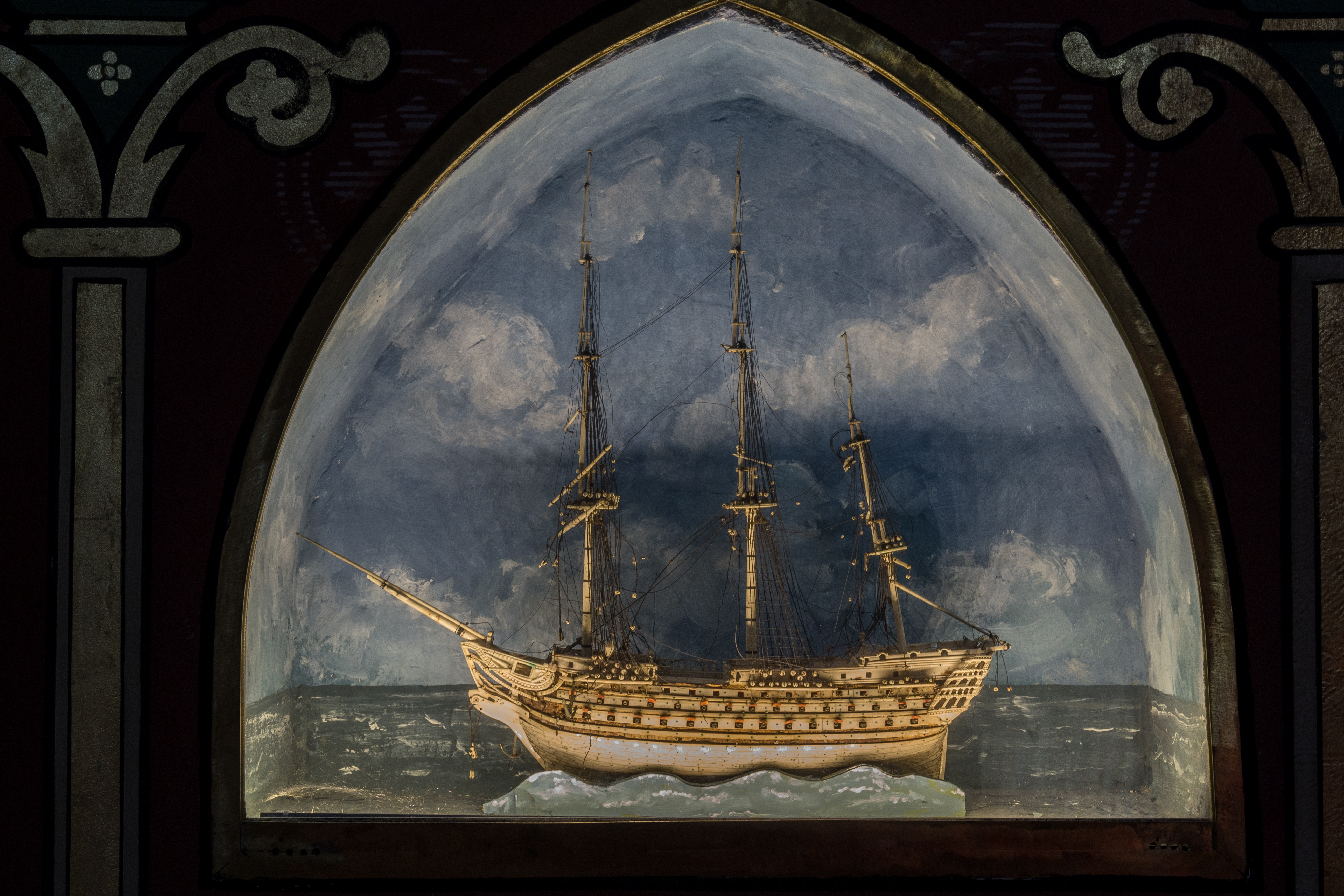
Bateau à trois ponts

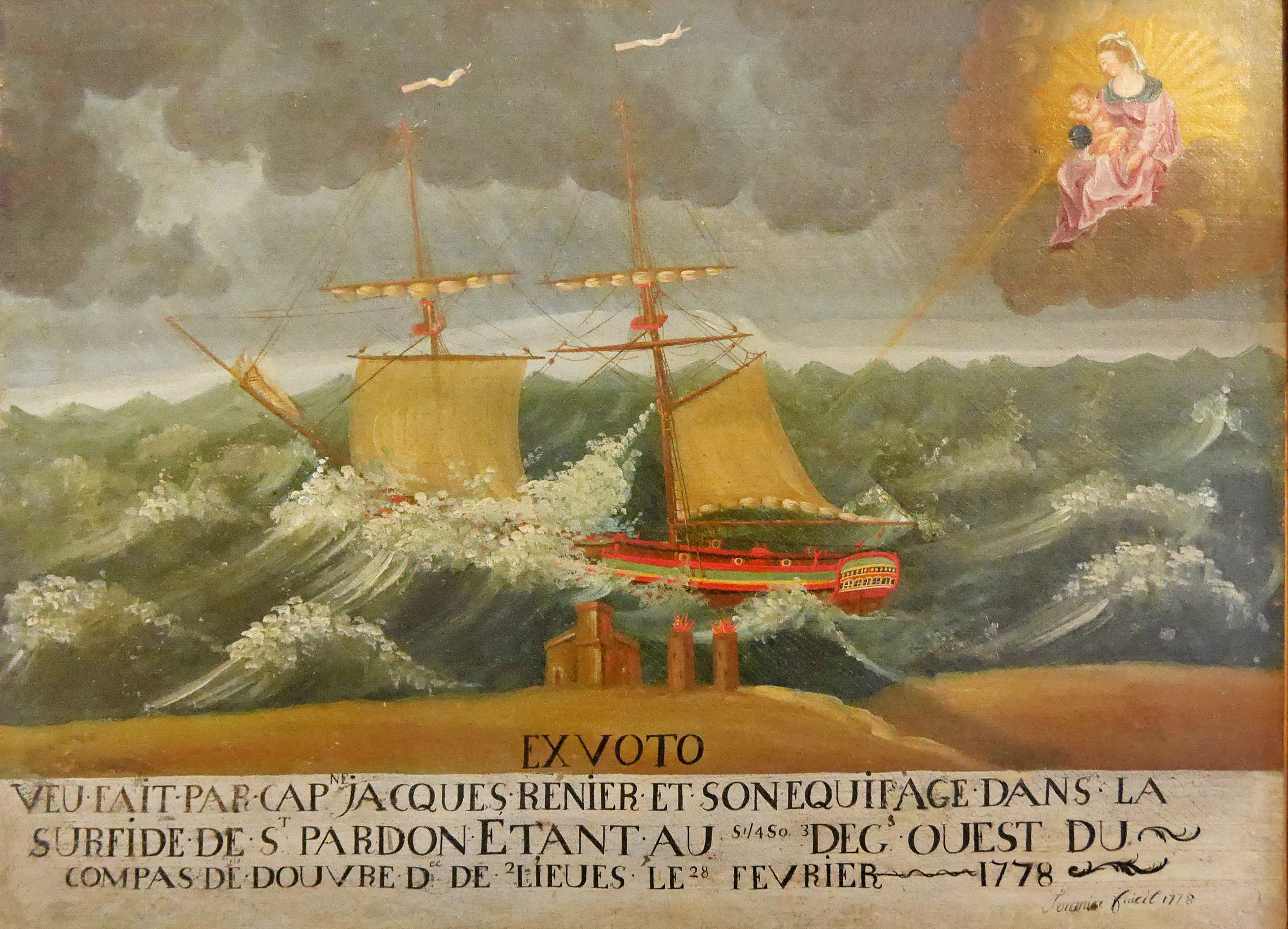
Navire en détresse

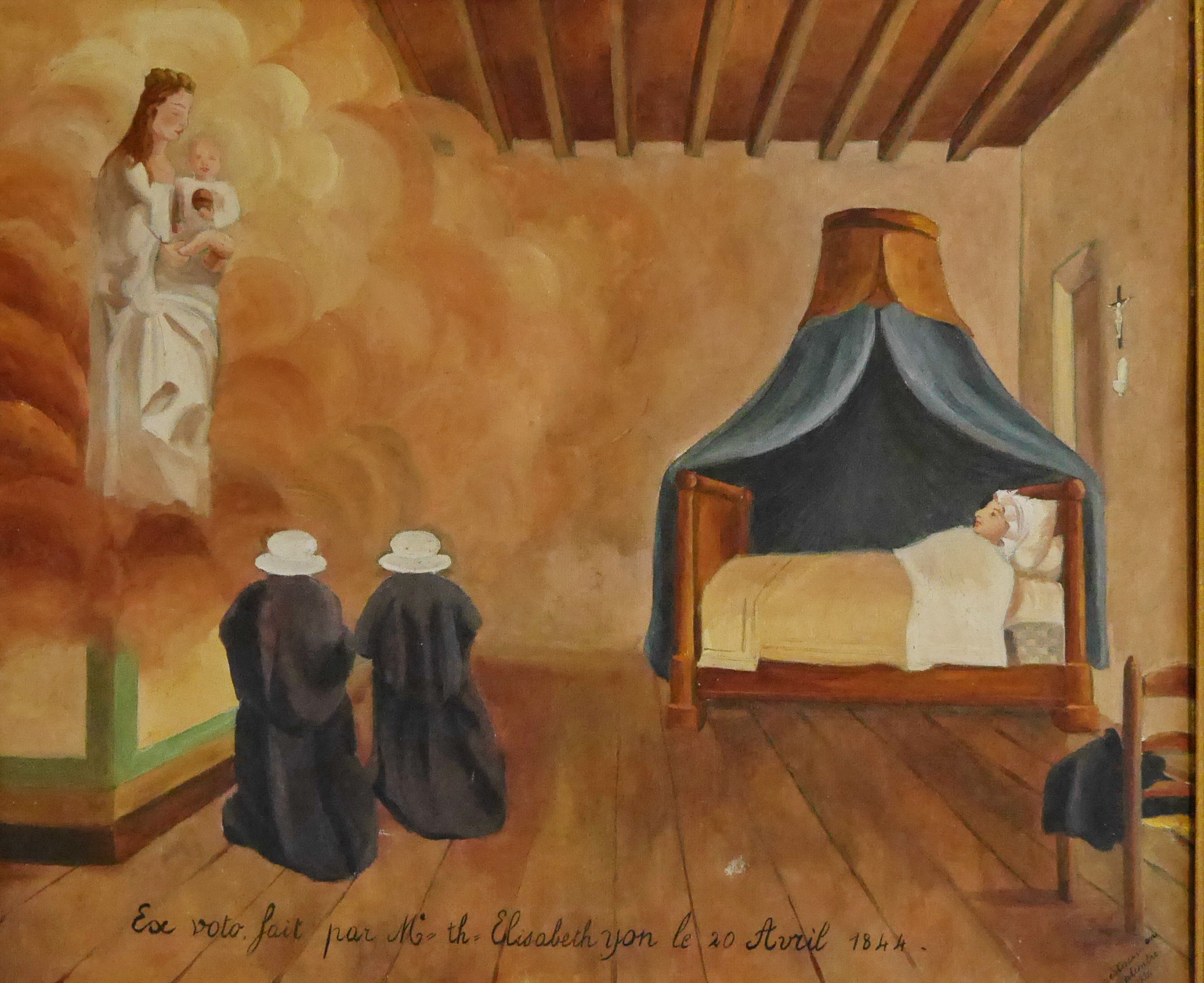
La malade

Dans la nef, dans des niches, se trouvent deux maquettes de bateaux qui datent du début du XIXe siècle. 
- À gauche un bateau à deux ponts classé[8] à titre d'objet par les monuments Historiques le 14 février 2002.
- À droite un bateau à trois ponts, en os ou ivoire, également classé[9] à titre d'objet par les monuments Historiques le 29 janvier 2004.

Ces types de maquettes sont nommées « pontons », car elles étaient souvent faites en Angleterre par des prisonniers français des guerres napoléoniennes dont beaucoup étaient enfermés dans des bateaux désaffectés appelés « pontoons » ou « hulks » en anglais. Cependant, vu les conditions de vie dans ces prisons, il est impensable que ces maquettes, avec les détails et précisions remarquables, aient été fabriquées autrement que dans un atelier bien équipé par un artisan de talent.
- Troisième ex-voto : Peinture sur toile, Vierge dans les nuages, tempête, navire en détresse et cette inscription : « Ex-voto. Vœu fait par capitaine Jacques Renier et son équipage dans le surfide de Saint-Pardon le 28 février 1778 ».
- Quatrième ex-voto : Peinture sur toile, à gauche du tableau la Vierge de Condat, à droite une religieuse étendue dans un lit, puis deux autres religieuses en prières. Inscription : « Ex-voto fait par Mme Th. Élisabeth Yon, le 10 avril 1844 ». (Élisabeth Yon fonda La Miséricorde de Libourne, une maison de Charité pour femmes en détresse, le 2 février 1837 et qui est toujours en activité).

À la sacristie se trouvent de nombreuses plaques de remerciement à Notre-Dame de Condat, qui, avant la restauration des peintures, étaient posées dans la nef.

### Reliquaire
Dans le sanctuaire se trouve un reliquaire qui contient un os, probablement un fémur humain, orné d'un phylactère sur lequel est gravé le nom de Sancti Amatoris.

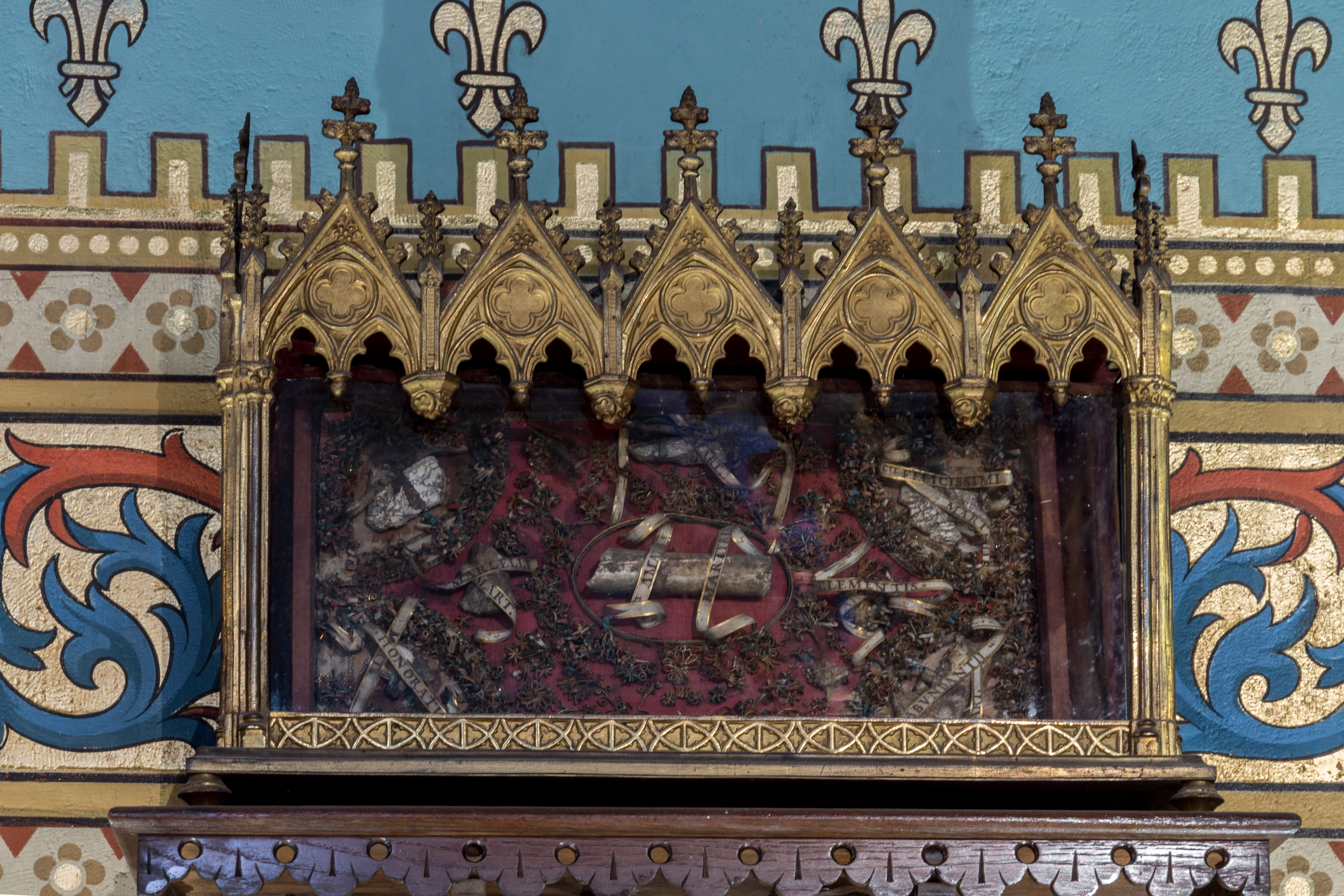
La châsse

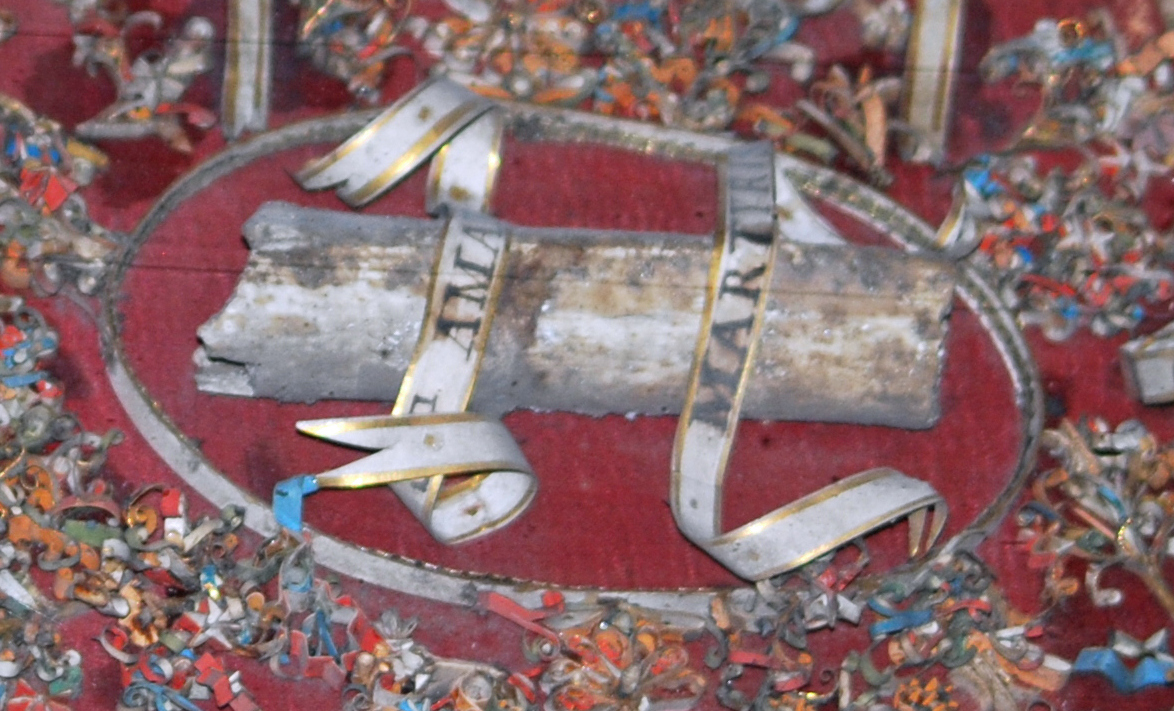
L'os et phylactères

L'origine de ce reliquaire est inconnue. Il n'est pas mentionné dans le récit de l'Abbé Latour écrit en 1895 et les archives de la chapelle sont muettes à ce sujet.
Une hypothèse avancée par une historienne locale, Camille Desveaux, dans un livre, est que le Sancti Amatoris est saint Amadour de Rocamadour, dont le corps fut brûlé et les ossements dispersés durant les Guerres de religion. A Rocamadour il ne subsiste aujourd'hui que des fragments d'os, qui seront bientôt ré-exposés dans la crypte Saint-Amadour, et il manque un fémur...
Une datation par le carbone 14 de l'os de Condat est prévue au cours de l'année 2016.

### Vitraux
L'église est ornée de onze vitraux représentant la vie de la Sainte-Vierge. Celui de la baie axiale du sanctuaire reproduit exactement la madone de la niche qui est au-dessus du tabernacle. Le premier vitrail à gauche en entrant dans la chapelle (Présentation) est signé Joseph Villiet, 1874. Tous les autres vitraux ont été faits à Paris et sont signés Antoine Lusson et Léo Lefèvre, 1876.
| - Présentation - Annonciation - Visitation |

| - Nativité - Roi Mages - Vierge à l'Enfant - Purification - Fuite en Egypte |

| - Sainte Famille - Mort du Christ - Assomption |

## La restauration auXXIesiècle
Pendant le XXe siècle la chapelle n'a pas été entretenue et elle atteint un degré de dégradation très important comme en témoignent les photos ci-dessous, prises « avant » et « après » la restauration.
La plupart des dégâts ont pour origine des infiltrations d'eau. La chapelle est située dans un méandre de la Dordogne, qui favorise la remontée de l’eau par capillarité. Un rapport des Monuments historiques du 17 janvier 1992 constatait déjà « des infiltrations provenant de la toiture ».
La chapelle de Condat, propriété privée depuis son rachat par la famille Piola en 1865, est devenue propriété de l’évêché de Bordeaux en 1929. De ce fait, son entretien n’est pas à la charge de la commune de Libourne, comme le veut la loi de séparation de l’Église et de l’État en 1905.
Créée en 2008, l’association Chapelle royale Notre-Dame de Condat a comme but principal de prendre en charge les importants travaux que nécessitent les très nombreuses détériorations apparues au fil du temps.
Les travaux :
- 2008, une étude préalable de restauration est réalisée par Jean-Pierre Errath, architecte BMF et M. Liaigre, économiste.
- Le permis de construire n° 033243 11FO0137 a été accordé le 1 mars 2012.

Sont prévus, des travaux de maçonnerie - pierre de taille, charpente bois, couverture plomb - cuivre, peintures murales, système campanaire, ferronnerie, vitraux, électricité, paratonnerre
Montant des travaux prévus : 500.000 € ; un appel d’offres a retenu des entreprises locales ou régionales comme moins-disant.
Financement : 50 % association et 50 % subventions de : DRAC, mairie de Libourne, évêché de Bordeaux, députés.
- 2012 : Début des travaux extérieurs : nouveau campanile, toiture, maçonnerie.
- 2013-2014 : Travaux intérieurs : électricité, peintures, vitraux.
- 2015 : Gommage du portail.
- 2016 : Gommage de la façade ouest, remplacement du fleuron.
- Le montant des travaux réalisés est d'environ 700 000 €, l’écart étant justifié par des travaux supplémentaires comme le changement du chauffage au gaz non adapté, la restauration de la façade ouest non-prévue et quelques « découvertes imprévisibles » lors des travaux.